# Philipp Wilhelm von Boineburg
Philipp Wilhelm Reichsgraf und Edler Herr zu Boineburg und Lengsfeld (* 21. November 1656 in Mainz; † 23. Februar 1717 in Erfurt) war siebenter Kurmainzischer Statthalter Erfurts.
Philipp Wilhelm entstammt dem Adelsgeschlecht Boyneburg. Er war der Sohn des Diplomaten, Bibliothekars und Polyhistors Johann Christian von Boyneburg (1622–1672). Er besuchte 1671 Straßburg und hielt sich ab 1672 mit seinem Mentor Gottfried Wilhelm Leibniz in Paris auf. Nach seiner Rückkehr 1677 nach Mainz wurde er Dragoner-Offizier.  Der Mainzer Gesandte Gudenus beorderte Philipp Wilhelm im Jahre 1689 nach Wien.  
1691 wurde er vom Kaiser zum Reichshofrat ernannt. 
Am 25. Februar 1697 wurde er Reichsgraf und Edler Herr zu Boineburg und Lengsfeld mit dem Prädikat Hoch- und Wohlgeboren. 
Die Urkunde (Gratialarchiv Wien VB 1068) bezeugt, dass Kaiser Leopold I damit eine Erhebung in den Rang des alten Grafenstandes vornimmt und dies mit dem ungewöhnlichen und seltenen Privilegium Adoptandi verbindet, welches sowohl Manns- als auch Frauenspersonen der Familie damit ausstattet und für ewige Zeiten der Ehr und Würde der alten Reichsgrafen und Reichsgräfinnen zugesellt, solange es die Familie Boineburg/Boyneburg/Bemelberg gibt.
Gleichzeitig war er Inhaber des erblichen Großen Palatinats, welches seinem Vater Johann Christian Freiherr von Boyneburg zu Dietzenbach und Breidenbach, Reichsrichter, kurmainzischer Geheimer Rat und Oberhofmarschall, von Kaiser Leopold I. in einem Privileg von 1653 September 1 (Regensburg den ersten tag des monats September nach Christi unseres lieben Herrn und Seeligmachers geburt im sechzehen hundert und drey und fünfzigsten jahre) in Form des Pfalz- und Hofgrafenamt verliehen worden ist. (Hessisches Staatsarchiv Marburg, HStAM\Urk. 75\2391)
Am 8. August 1702 wurde Boineburg zum Statthalter von Erfurt ernannt; er trat dieses Amt am 9. März 1703 an. Erfurt war 1683 von der Pest heimgesucht worden, was mehr als 60 % der Bevölkerung das Leben gekostet hatte.
Boineburg setzte sich besonders für die Behebung der Missstände in der Verwaltung ein. Er veranlasste Maßnahmen zur Belebung von Handel und Gewerbe, was auch im Interesse der kurmainzischen Staatskasse lag.  An der Universität Erfurt stiftete er eine neue, katholische Professur für Geschichte und Moralphilosophie.  In seiner Amtszeit entstanden die Erfurter Waage (heute Angermuseum) und die Kurmainzische Statthalterei in der Regierungsstraße.
1705 wurde Boineburg Rektor der Erfurter Universität. Er schenkte ihr die Bibliothek seines Vaters Johann Christian von Boineburg; heute befindet sie sich im Besitz der Stadt- und Regionalbibliothek Erfurt. Als ersten Direktor dieser Bibliothek setzte er seinen Sohn ein. Der Bibliothekskatalog wurde von Leibniz erstellt. 1723 wurde mit dem Kapital von Boineburg ein Gebäude für die Bibliothek in der Mainzer Hofstraße errichtet. Dieses brannte 1899 ab, das prächtige „Boineburgsche Portal“ wurde gerettet und ging in den Besitz des Städtischen Museums über. 1935 wurde das Portal in das Bibliotheksgebäude hinter dem Collegium Maius eingebaut. Seit 2010 liegt es in einem gläsernen Neubau des Landeskirchenamts der Evangelischen Kirche Mitteldeutschlands und ist durch Spiegeleffekte von außen oft nur schwer erkennbar.
Nach seinem Tod im Jahre 1717 wurde Boineburg in der Hofkirche der Statthalter, der Wigbertikirche beigesetzt.